# سرپنتاین

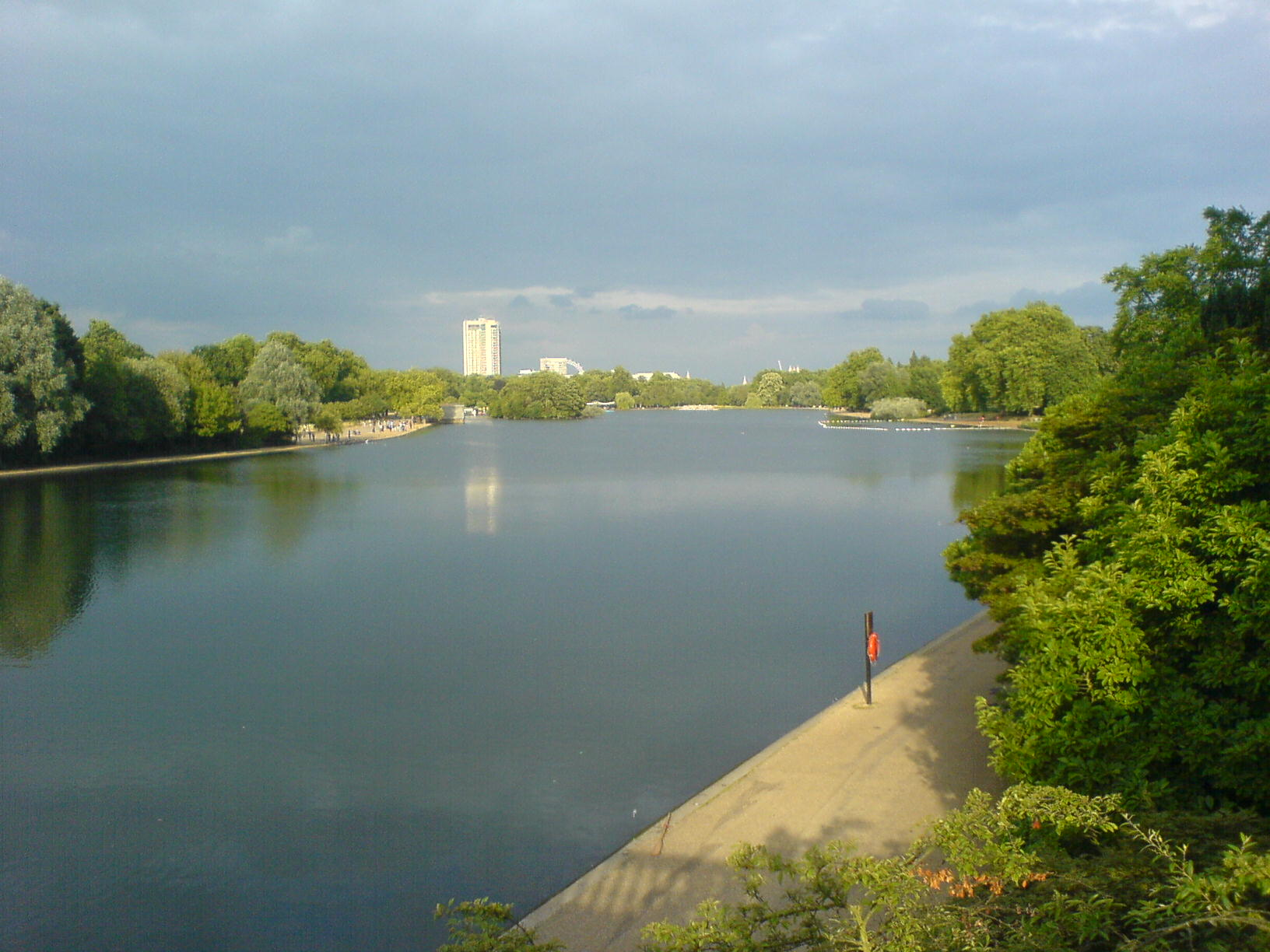
نمای شرقی دریاچهٔ سرپنتاین در ژوئیه ۲۰۰۶ از فراز پل سرپنتاین. ساختمان هتل هیلتون لندن در پارک لین و بخشی از چرخ‌فلک چشم لندن نیز در تصویر قابل مشاهده است.

سرپنتاین یا سرپنتین (به انگلیسی: Serpentine) نام دریاچه‌ای مصنوعی در هاید پارک لندن است که در ۱۷۳۰ به عنوان مرکزی برای شنا، قایقرانی و ماهیگیری ساخته شده‌است. نام دریاچه برگرفته از رودپیچ یا مارپیچ (به انگلیسی: serpentine) رودخانهٔ وست‌بورن می‌باشد که با ساخته شدن سدی بر روی آن پس از ورود به هاید پارک، دریاچهٔ مصنوعی سرپنتاین شکل گرفته است.
وست‌بورن همچنین تأمین‌کنندهٔ آب این دریاچه می‌باشد.

## نگارخانه

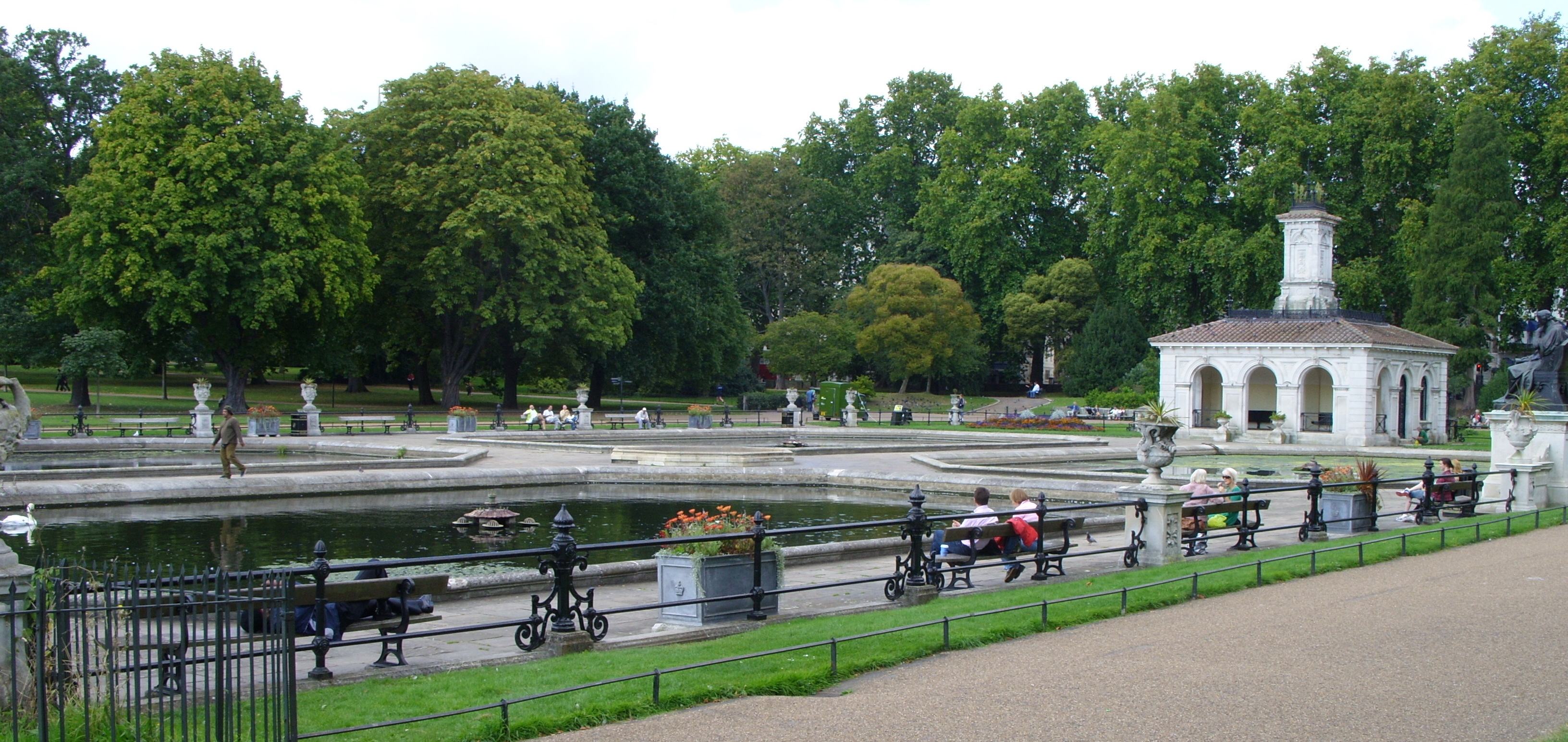
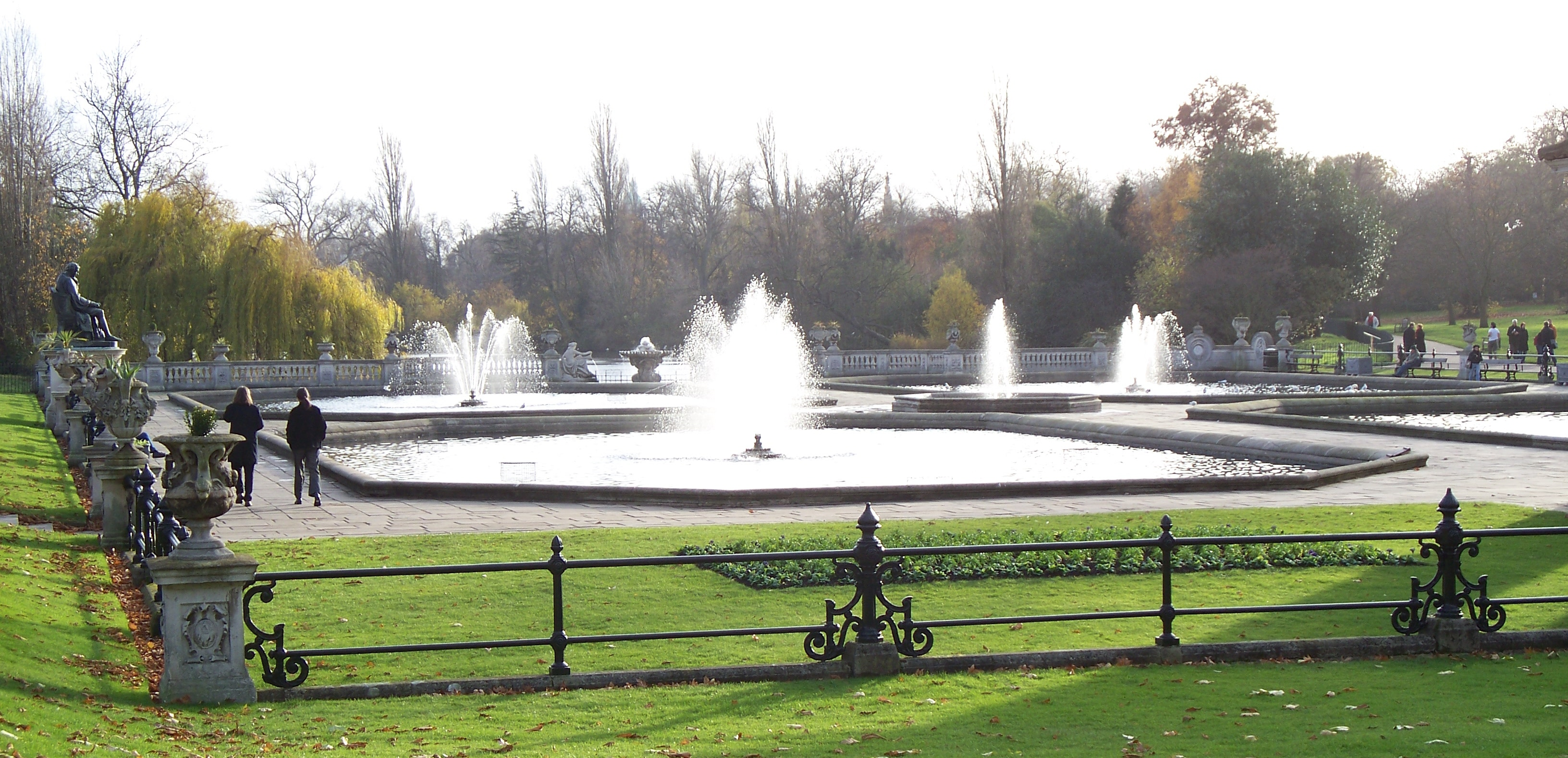
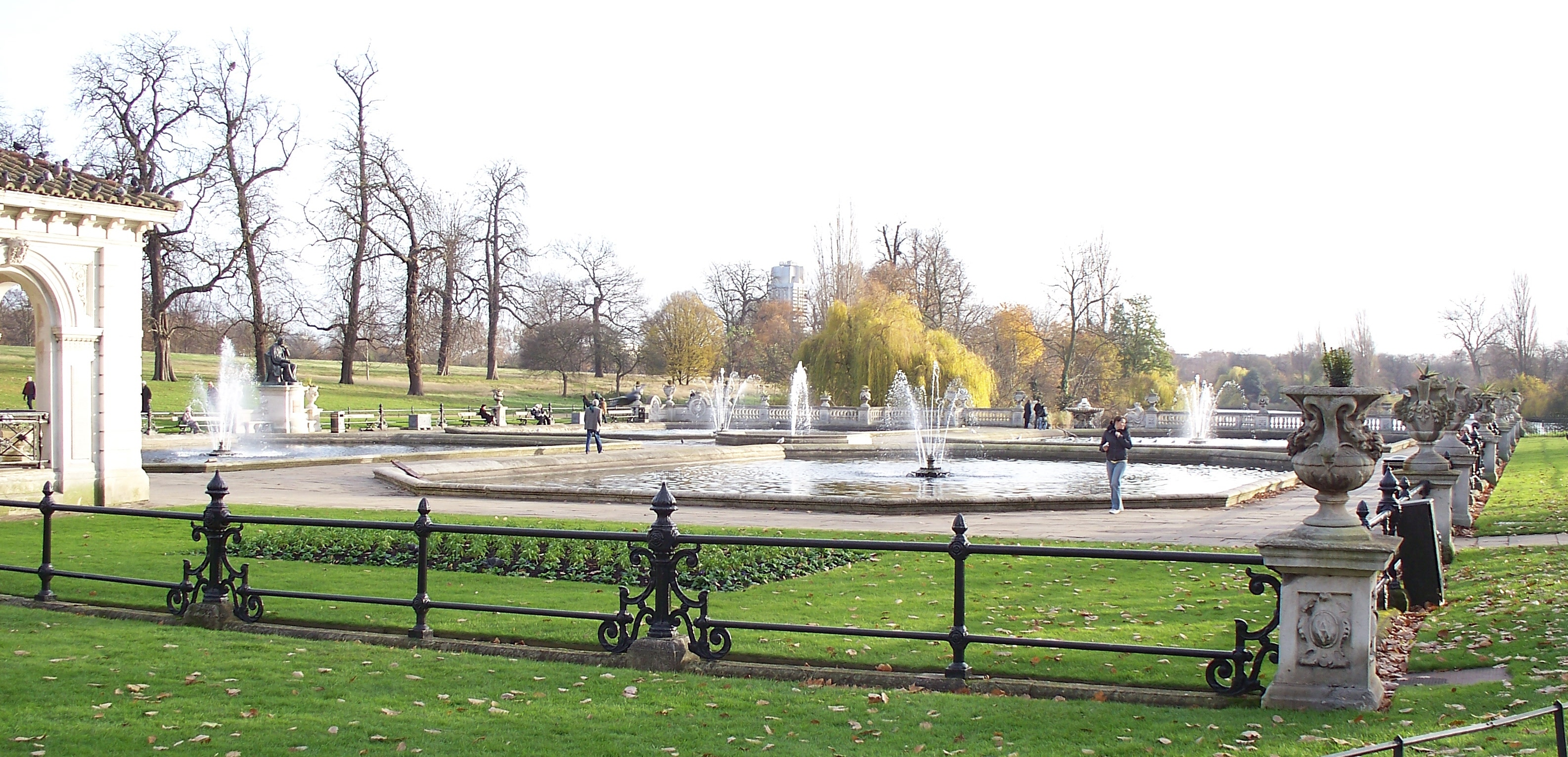
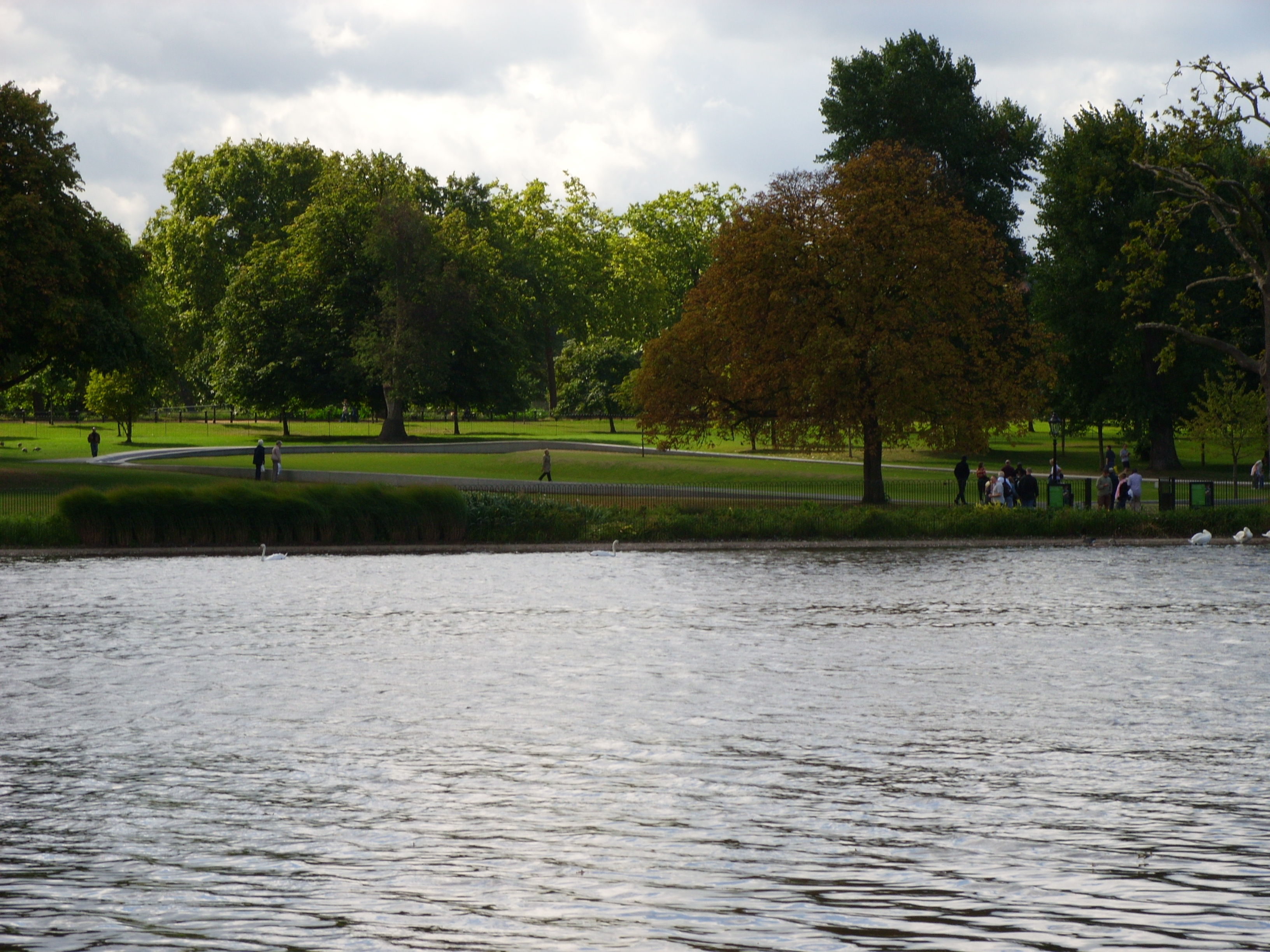
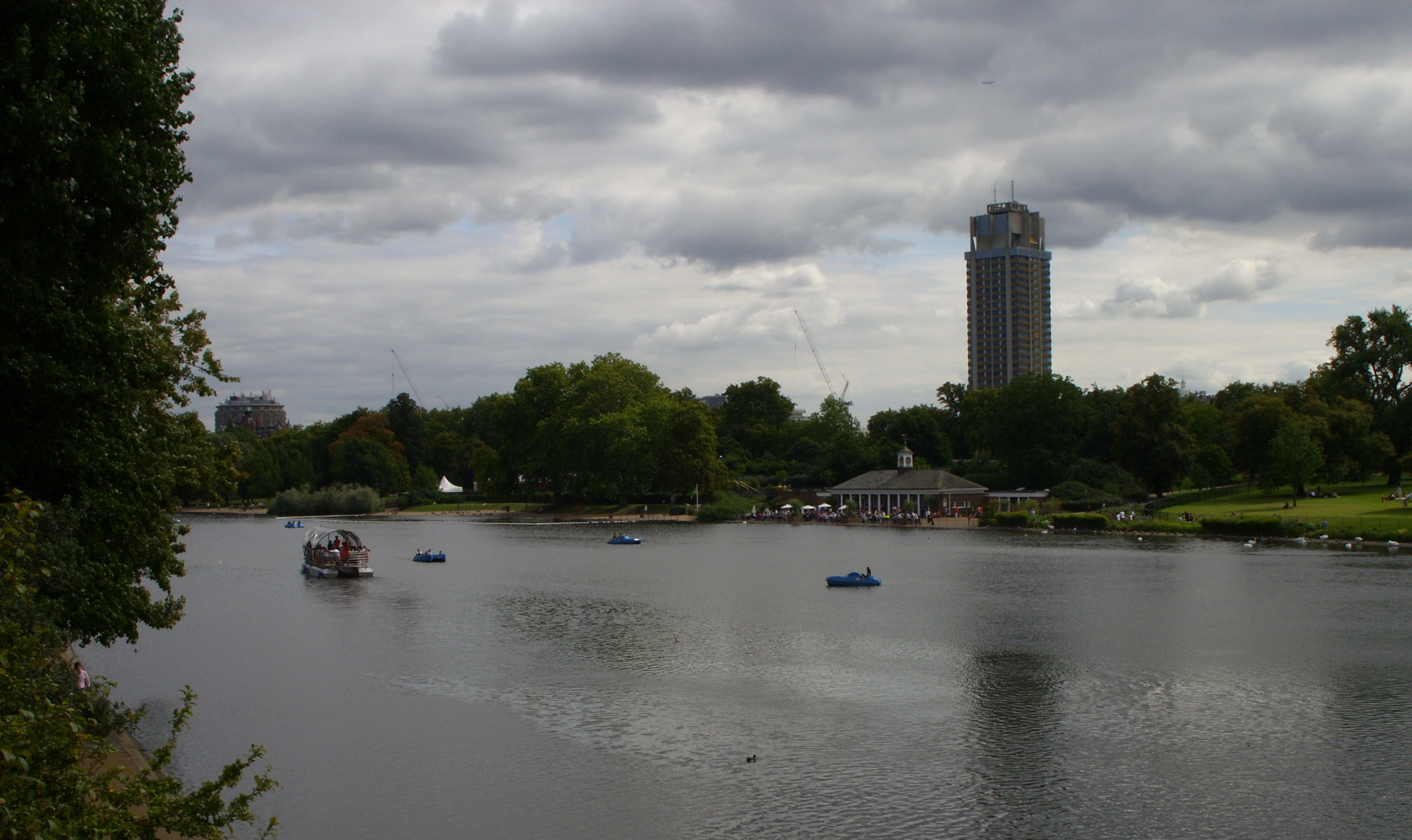
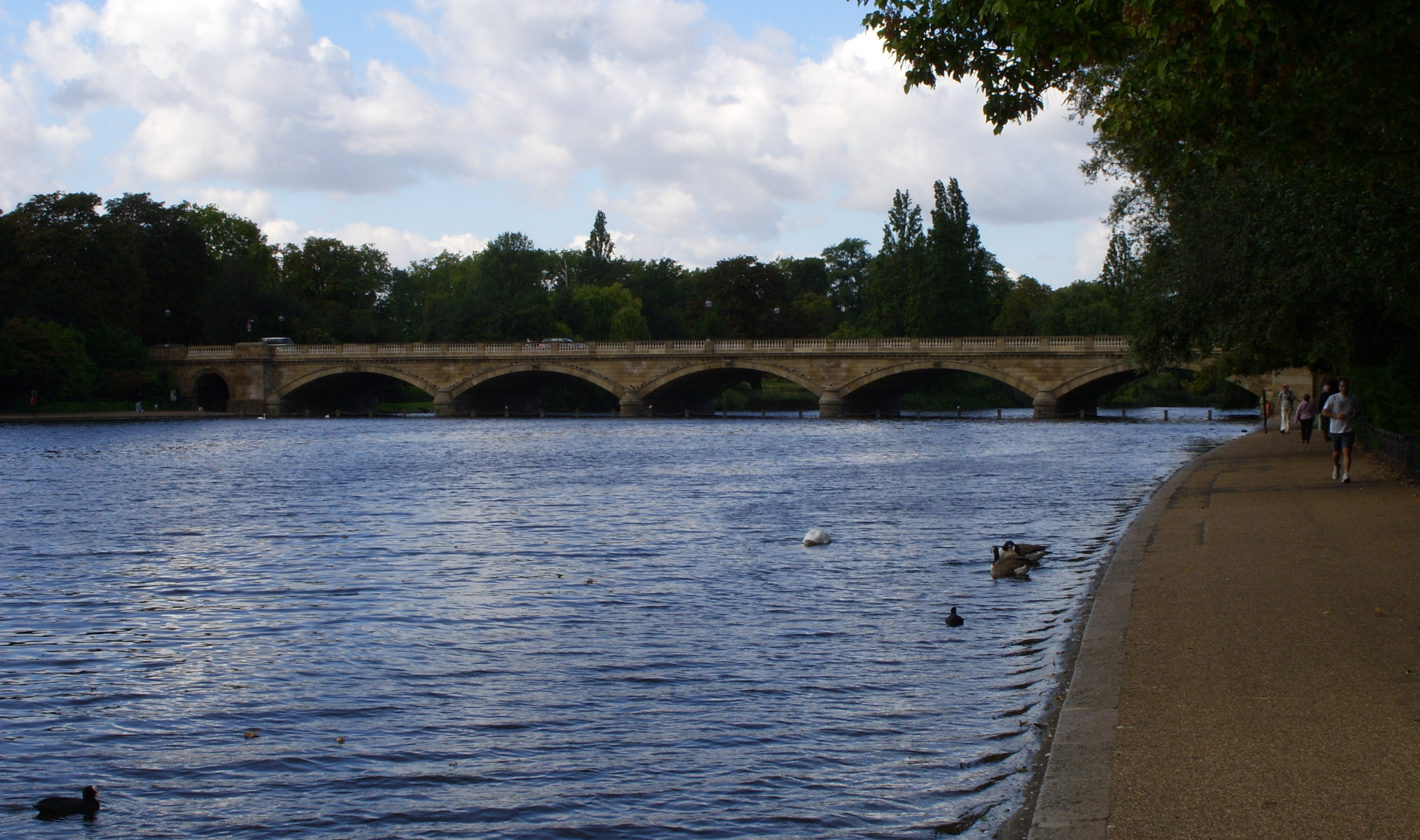
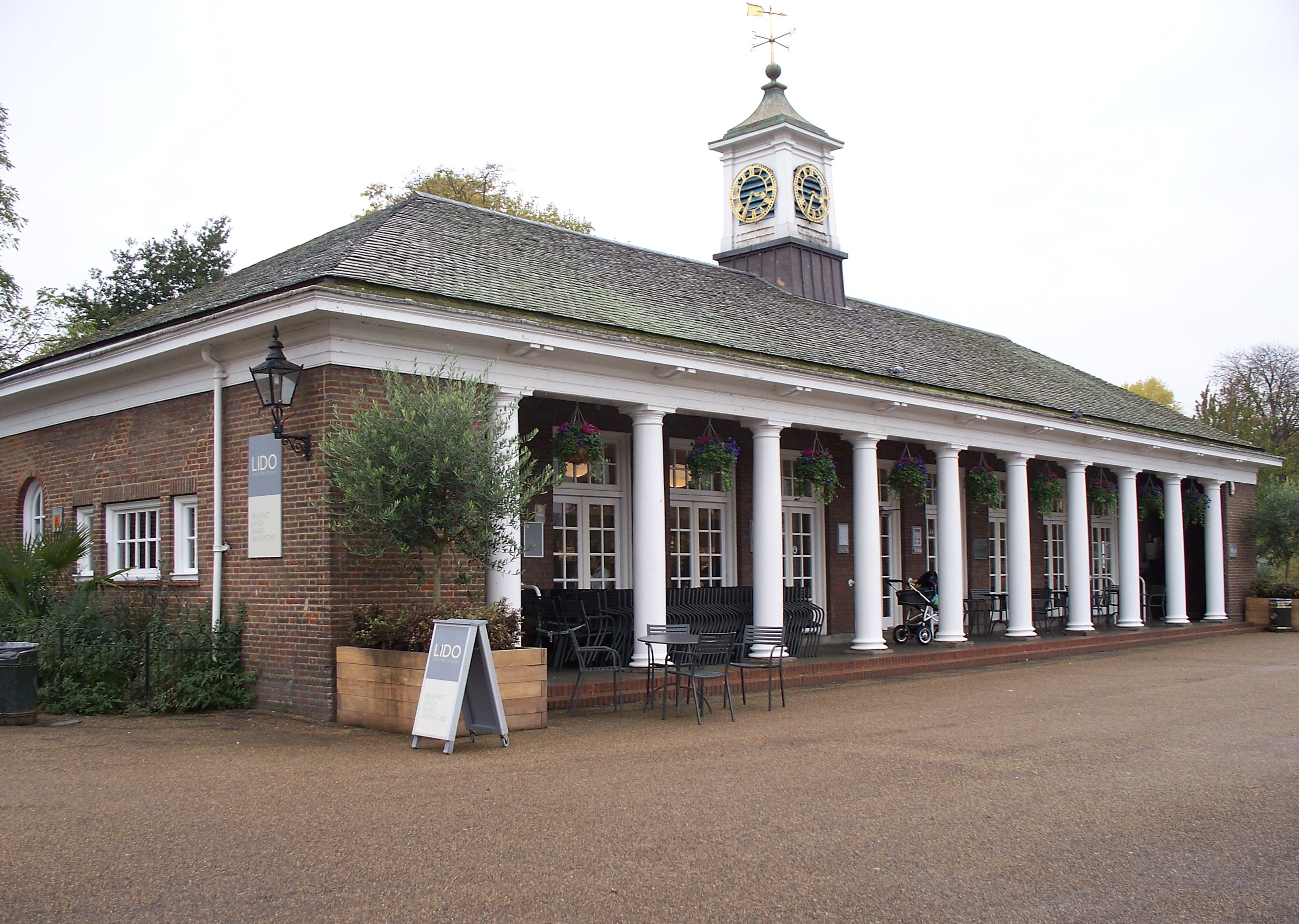
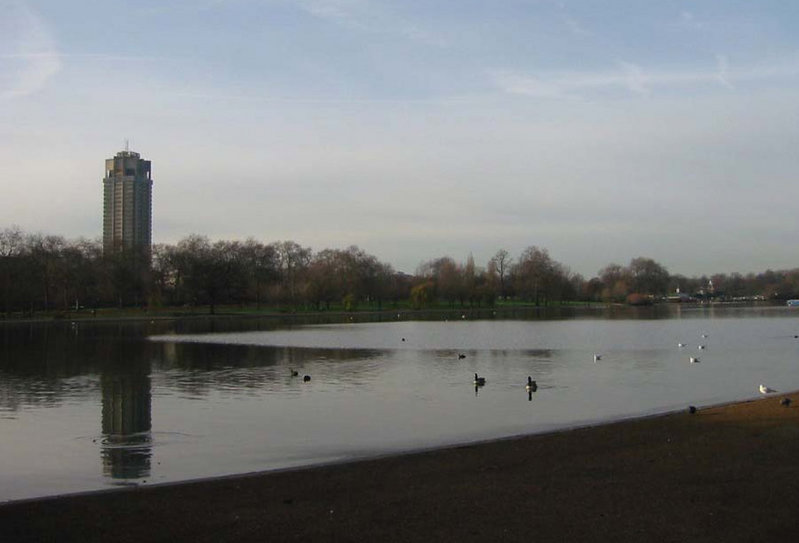
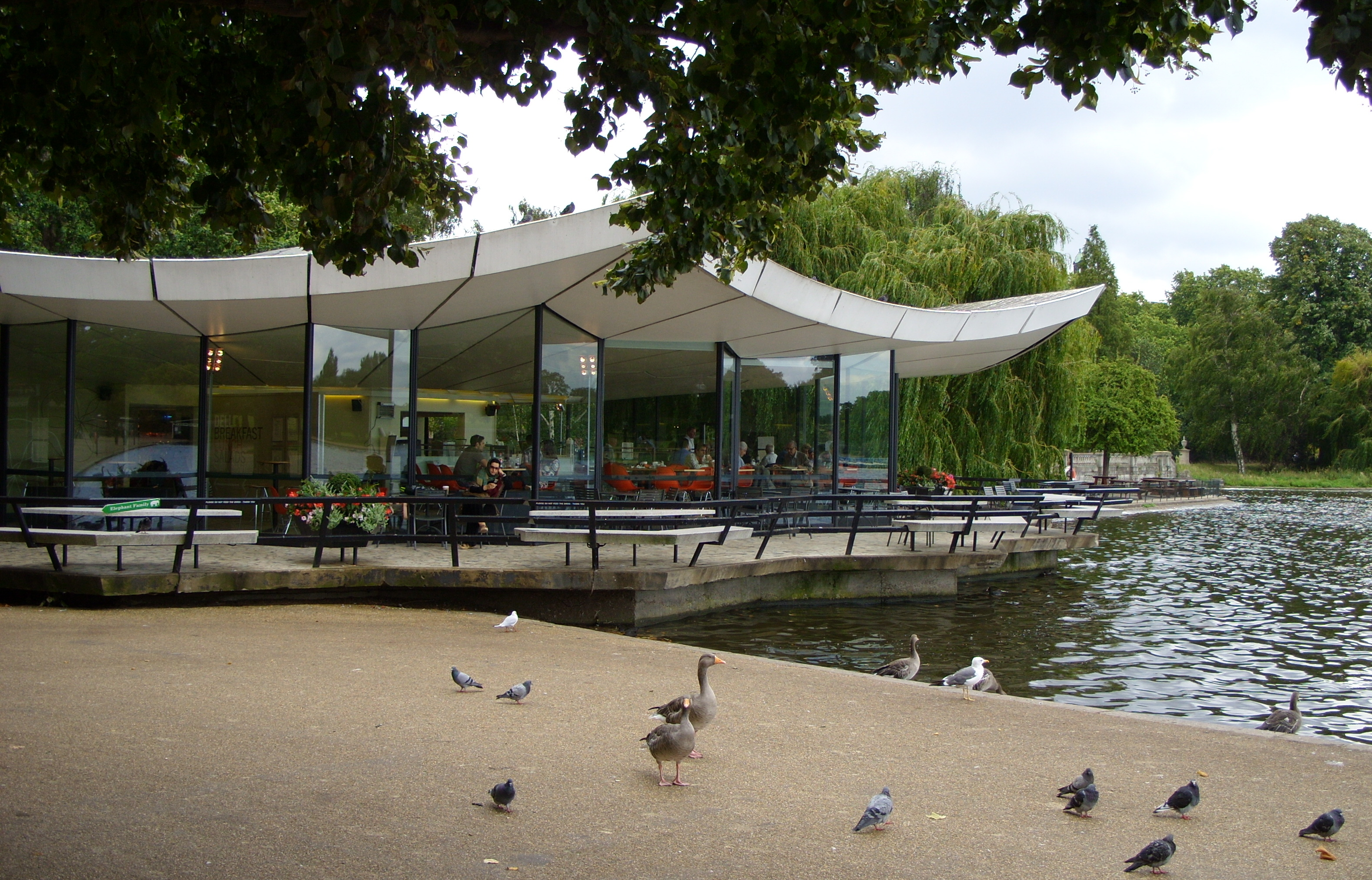
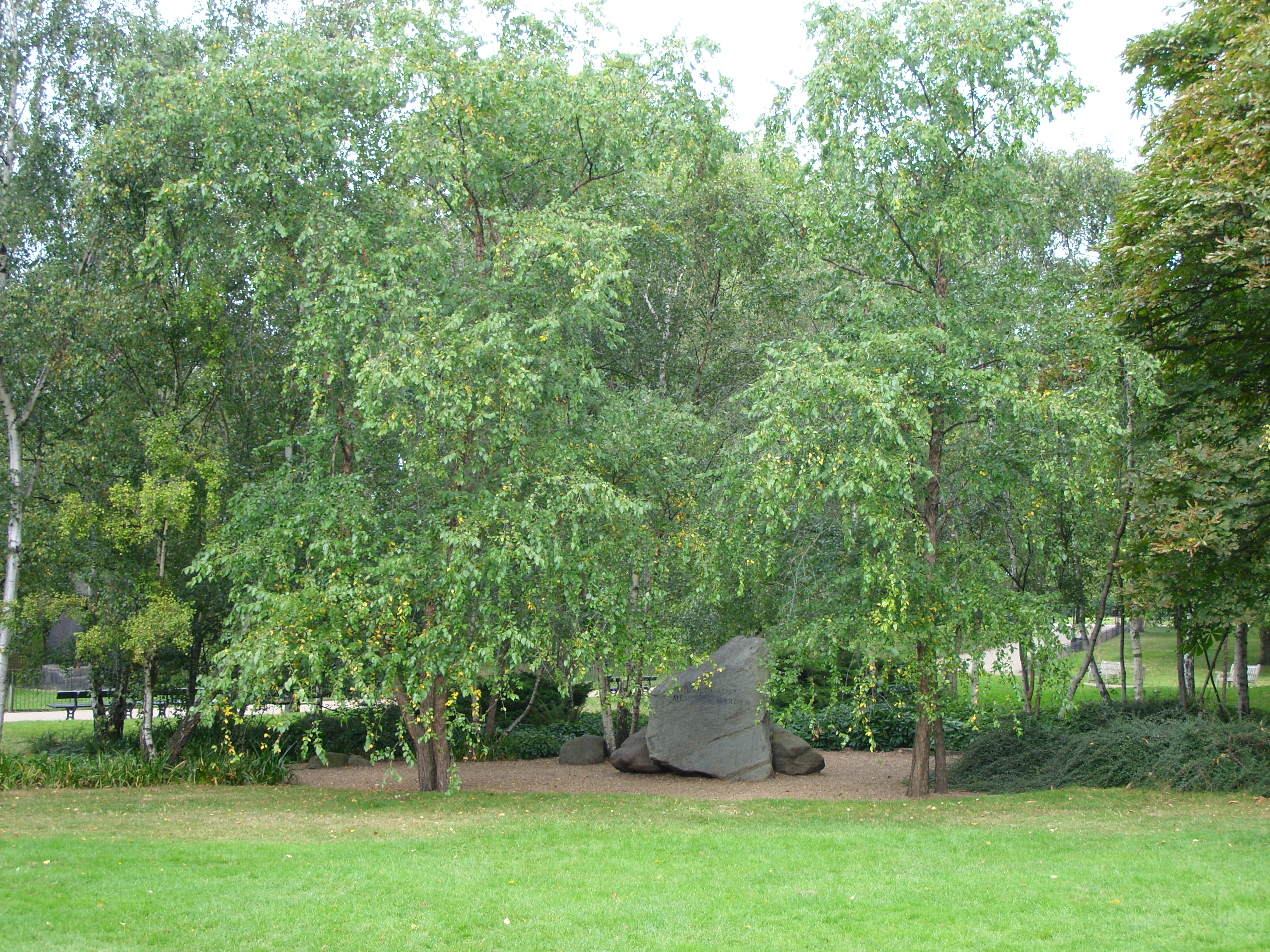
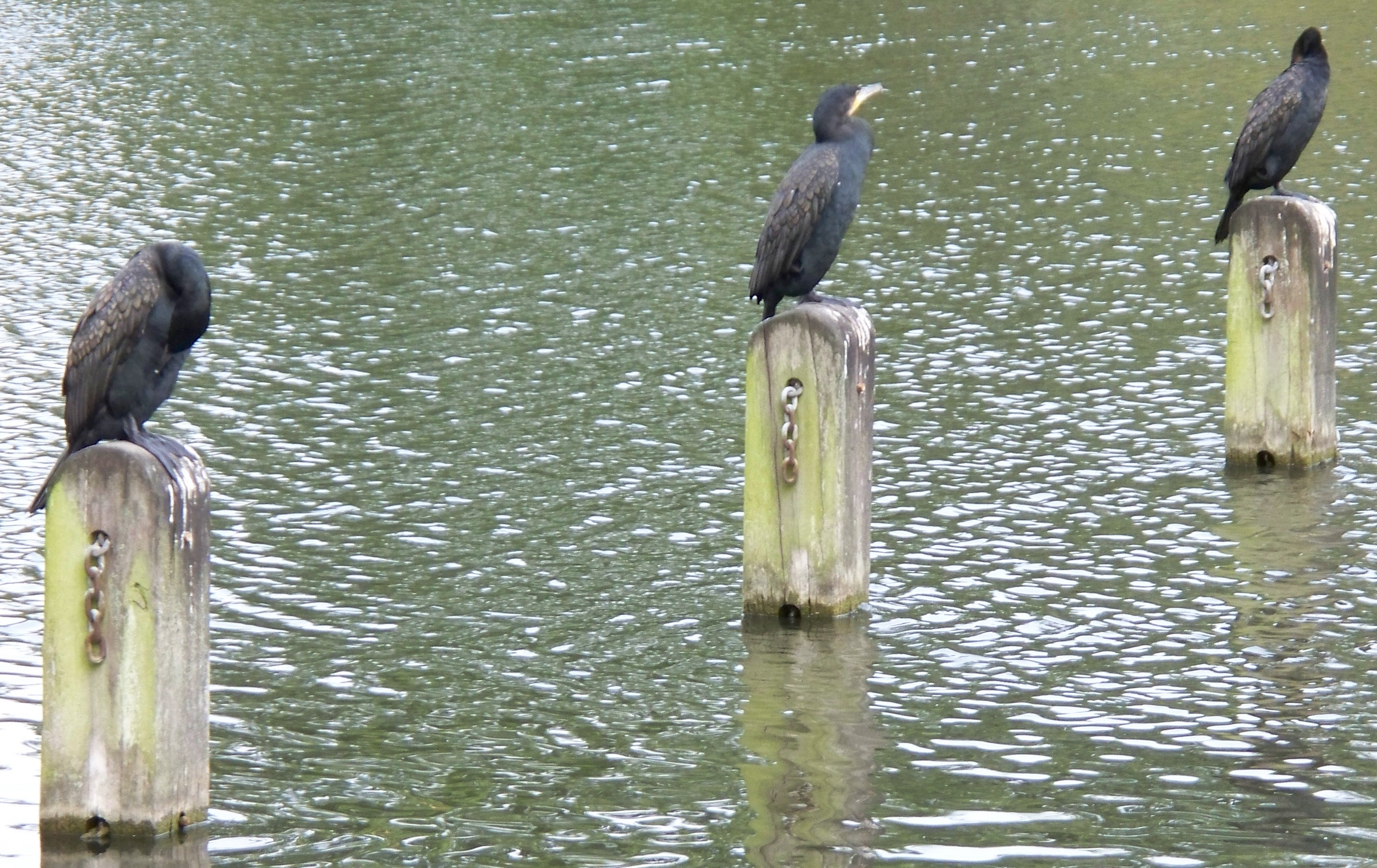
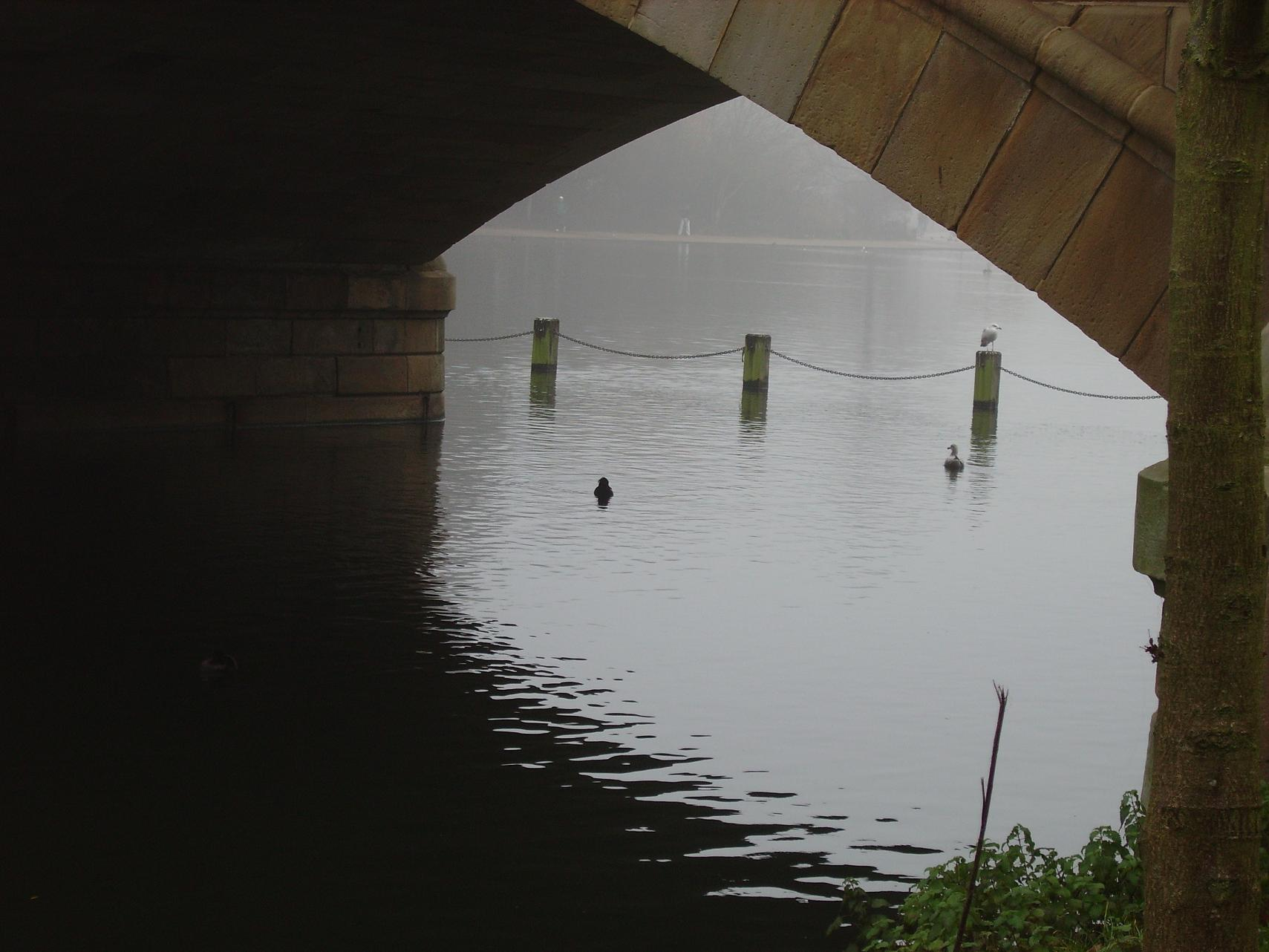
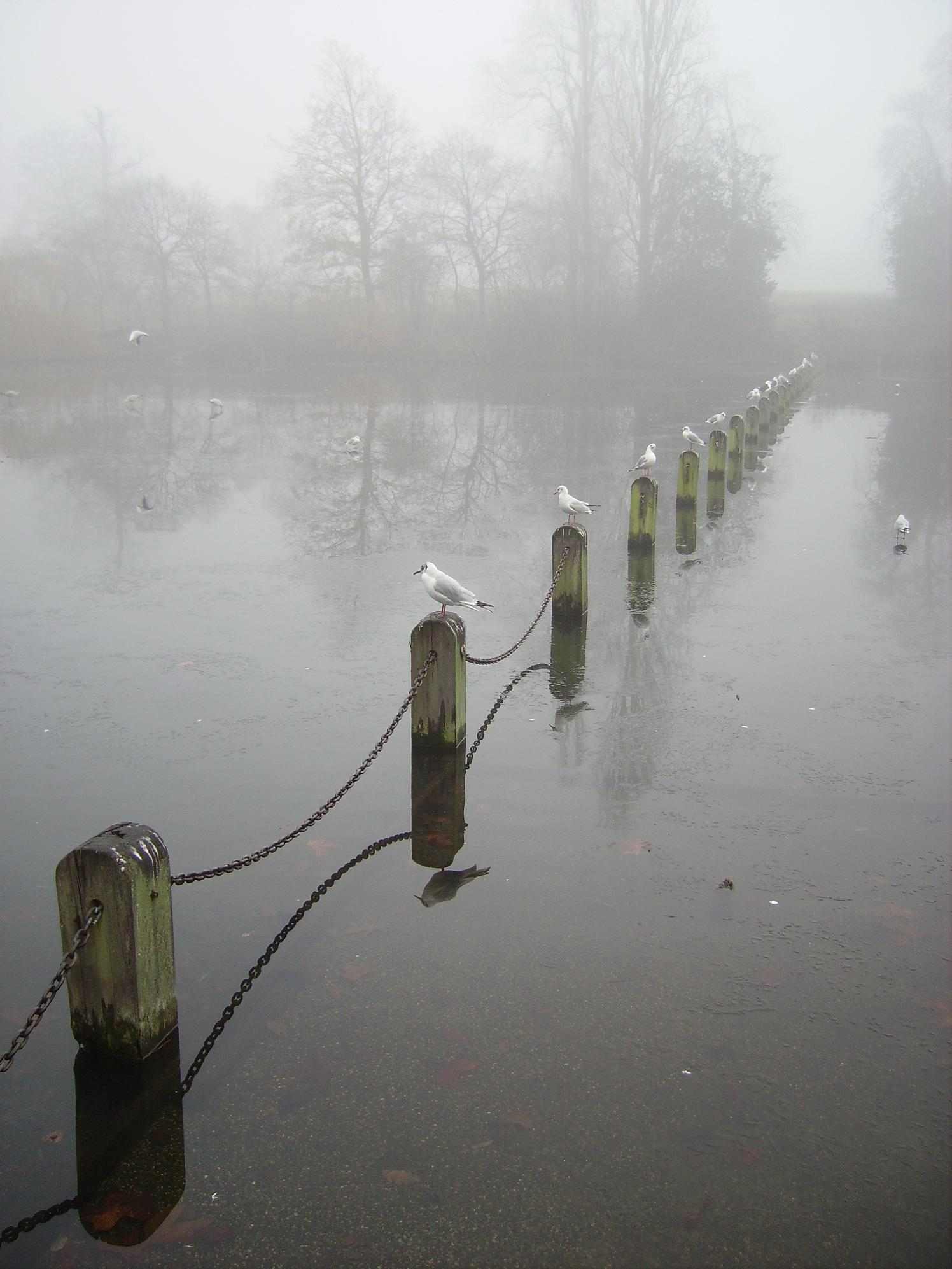